# Leptodactylus macrosternum
Leptodactylus macrosternum är en groddjursart som beskrevs av Miranda-Ribeiro 1926. Leptodactylus macrosternum ingår i släktet Leptodactylus och familjen tandpaddor. Inga underarter finns listade i Catalogue of Life.